# Günther Burstyn

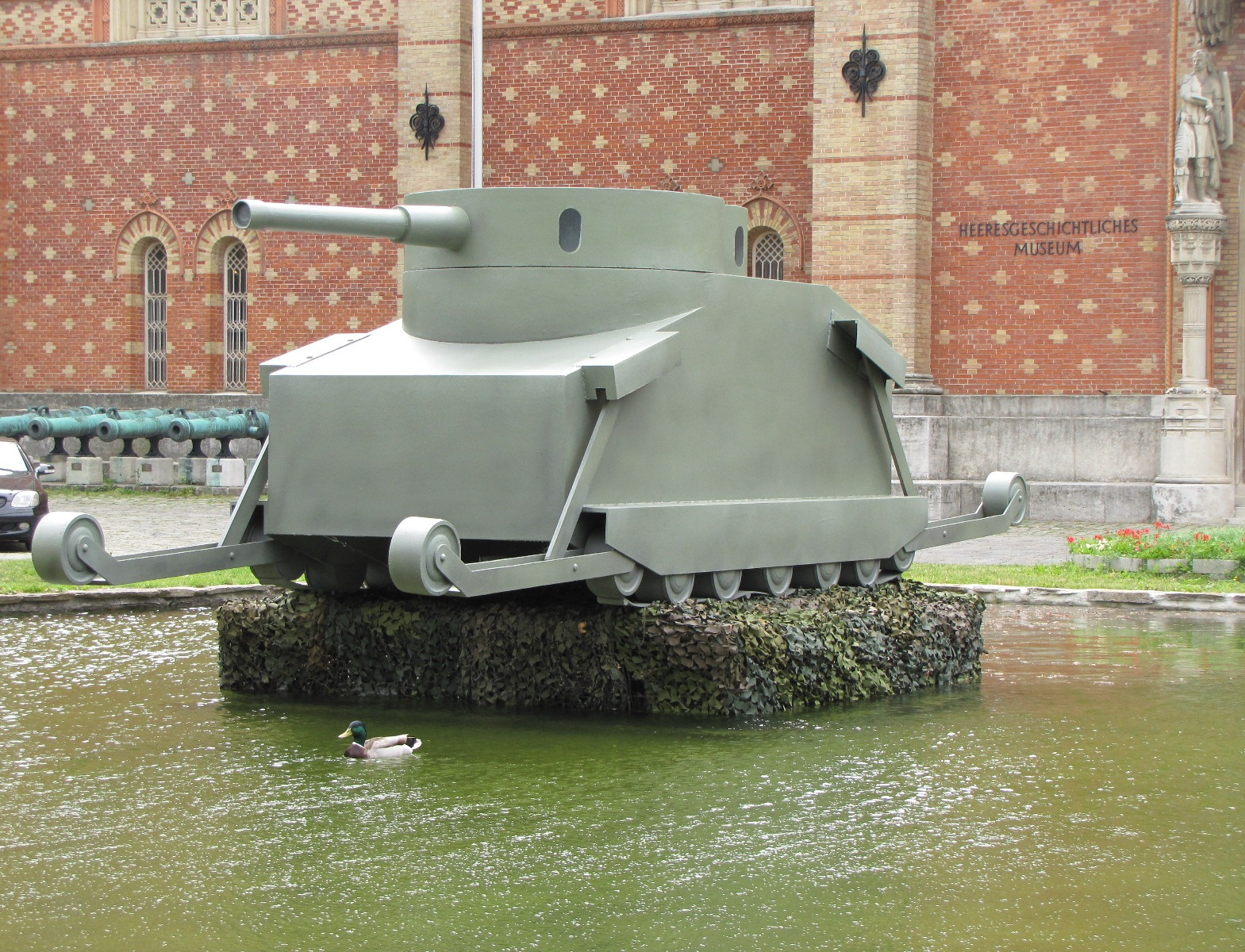
Model czołgu Motorgeschütz

Günther Burstyn (ur. 6 lipca 1879 w Bad Aussee, zm. 15 kwietnia 1945 w Korneuburgu) – austriacki inżynier, oficer cesarskiej i królewskiej Armii w stopniu kapitana.

## Życiorys
Günther Burstyn zapoznał się z pierwszym na świecie samochodem opancerzonym (czołgiem kołowym) z 1904, wyposażonym w obracaną kopułę z karabinem maszynowym, austro-węgierskim pojazdem Austro-Daimler Panzerwagen. W 1911 przedstawił projekt pod nazwą Motorgeschütz – opancerzonego, gąsienicowego pojazdu uzbrojonego w armatę umieszczoną w obrotowej wieży na górze pojazdu. W konstrukcji wykorzystał podwozie ciągnika rolniczego. Był to jeden z pierwszych praktycznie zaprojektowanych modeli czołgów, w tym samym okresie australijski inżynier Lancelot De Mole zaprojektował podobny pojazd (choć bez obrotowej wieży). Burstyn starał się zainteresować swoim wynalazkiem wojskowy establishment Austro-Węgier i Niemiec, jednak bez większego powodzenia. Ani jemu, ani De Mole’owi nie udało się przekonać ówczesnych decydentów do ich wynalazku. W późniejszym czasie De Mole zbudował model swojego czołgu, co nie udało się Burstynowi; ten jednak otrzymał patent na swój wynalazek (Zl. 252 815 DRP).
Na stopień kapitana został mianowany ze starszeństwem z 1 listopada 1913 w korpusie oficerów piechoty. Jego oddziałem macierzystym był Pułk Kolejowy.
Pod koniec II wojny światowej był niemal całkowicie pozbawiony wzroku, w związku z czym nie mógł uciec przed zdobywającą Austrię Armią Czerwoną. Popełnił samobójstwo, nie chcąc dostać się do sowieckiej niewoli.

## Ordery i odznaczenia
- Krzyż Zasługi Wojskowej 3 klasy z dekoracją wojenną[1]
- Signum Laudis Brązowy Medal Zasługi Wojskowej[1]
- Krzyż Wojskowy Karola[1]
- Krzyż Jubileuszowy Wojskowy[1]
- Krzyż Pamiątkowy Mobilizacji 1912–1913[1]
- niemiecki Krzyż Zasługi Wojennej (1941)